# ان‌جی‌سی ۳۸۴۲
ان‌جی‌سی ۳۸۴۲ (انگلیسی: NGC 3842) نام یک کهکشان در صورت فلکی شیر است.